# 해피 데스데이: 악마의 큐피드
《해피 데스데이: 악마의 큐피드》(영어: Cupid)는 2020년에 공개한 미국의 영화이다.

## 캐스팅

### 주연
- 조지나 제인 : 페이 역
- 마이클 오수수 : 던컨 역

### 조연
- 사라 T. 코엔 : 엘리스 역